# Onthophagus lunulifer
Onthophagus lunulifer là một loài bọ cánh cứng trong họ Bọ hung (Scarabaeidae).